# تلميع الأسنان
تلميع الأسنان هي عملية تمليس سطح السن. إن الهدف من التلميع هو تقليل تراكم اللويحة الجرثومية على سطح السن  والإجراء المتبع هو استخدام قمع التلميع - وهو كوب مطاطي آلي- بالإضافة إلى مستحضر الصقل الساحج.

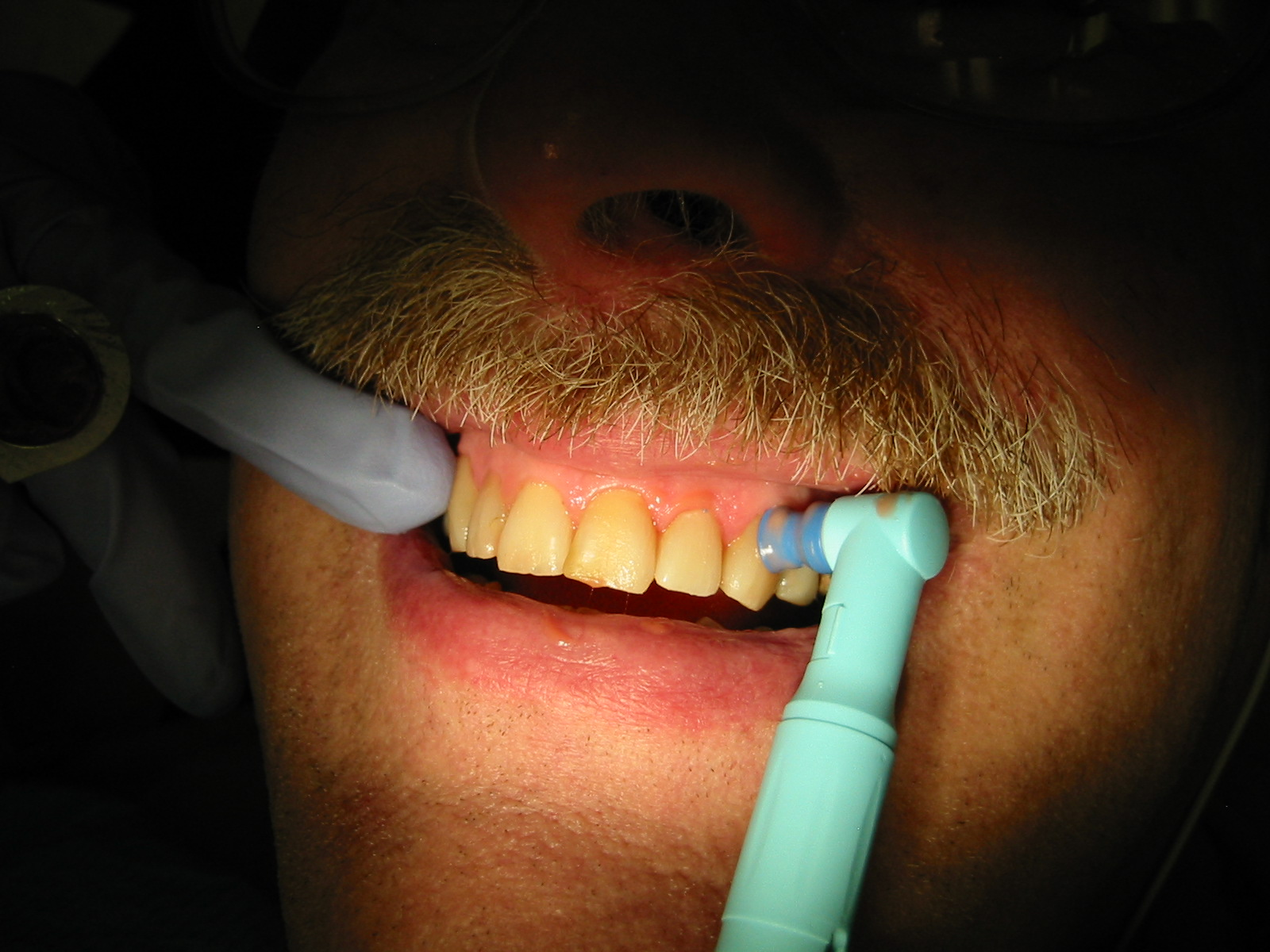
إدخال مُلمع الأسنان

## أدوات
1-كوب مطاطي
الأكواب المطاطية تستخدم في قبضة الحفر الهوائية. معجون الصقل وهو المعجون الإتقائي الذي يحتوي على الفلوريد، يستخدم مع الأكواب المطاطية من أجل عملية التلميع. لا يجب استخدام الأكواب المطاطية فوق منطقة الملاط؛ لأنها قد تزيل طبقة من الملاط عند المنطقة العنقية.
2- فرشاة هلبية
تستخدم الفراشي الهلبية في prophylaxis angleمع معجون الصقل. يجب أن يكون استخدام الفرشاة محصور في منطقة التاج لتجنب إصابة اللثة والملاط.
3- Prophy angle:
الأداة الأكثر استخداما في تلميع الأسنان حاليا هي prophy angle . تتكون هذه الأداة من كوب مطاطي في مترسة عالية العزم يمكن وصلها بأداة يد بطيئة السرعة توجه الكوب المطاطي لتلميع الأسنان.
4- الخيط السني
يستخدم الخيط السني لصقل سطوح التلاصق السني التي يتعذر الوصول إليها من خلال أدوات الصقل الأخرى. يُستخدم أيضا مع معجون الصقل. تجب العناية الخاصة لتجنب إصابة اللثة. كما يجب تنظيف هذه المنطقة بماء دافئ لإزالة كل بقايا المعجون.
5-التلميع باستخدام الهواء المحمل بالرذاذ:
تستخدم هذه الطريقة مع قبضة حفر هوائية معدة خصيصا. تسمى هذه الأداة أداة التلميع، وهي تنتج تيار هوائي محمل بالرذاذ مكونة من ماء دافئ وبيكربونات الصوديوم من أجل التلميع. إن هذه الأداة فعالة جداً في إزالة الملوّنات الخارجية والرواسب اللينة. يُمنع استعماله مع مصابي الأمراض التنفسية، الديال الدموي وارتفاع ضغط الدم 

## اضرار التلميع المتكرر اللأسنان
تلمع الأسنان في كثير من عيادات الأسنان المنتشرة حول العالم كاجراء روتيني وتقليدي كجزء من اجراءات تنظيف الأسنان. تجري في هذا الاجراء تلميع جميع اجزاء السن التي يمكن الوصول اليها لازالة اللويحة الجرثومية plaque والتصبغات الموجودة على سطح السن  ولكن تحدد الجمعية الأمريكية لصحة الأسنان عملية تلميع الاسنان لتقتصر فقط على اجزاء السن المتضررة والتي لا يمكن ازالة الضرر عنها عن طريق اجراءات أخرى غير تلميع السن  وتدعم ذلك العديد من كتب طب الأسنان المعروفة وأكثر برامج تعليم الطلاب تعتمد الية تلميع الأسنان المحددة. هذا الاعتبار قائم على أساس الأبحاث التي تشير إلى فقدان ميناء الأسنان بسبب تلميع الأسنان.
كما تشير العديد من الدراسات ان عملية تلميع الأسنان والمواد المستخدمة خلال هذا الاجراء من الممكن أن تسبب انسحال وتسحيج لميناء الأسنان ومِلاط الأسنان وعاج الأسنان. إلا ان كمية النسيج المفقود غير ثابت من دراسة إلى أخرى، ولم تعتمد الدلالة العملية بعد 

## طرق تلميع الأسنان المختلفة والتي تتبع في العيادات

### التبييض غير الحيوي
من طرق تلميع الأسنان لدى العيادات ومراكز التجميل المتخصصة التبييض غير الحيوي، ففي حالة كان التبييض الحيوي غير مجدي ولا يعمل على تحسين مظهر الأسنان والتي سبق وعولجت من الجذور، فيلجأ الطبيب إلى التبييض غير الحيوي. وهو يعتمد على تبييض الأسنان من الداخل، فهو يضع مساعد التبييض داخل الأسنان، ومن ثم يضع الحشو المؤقت لها، ثم تترك الأسنان فترة من الوقت. وفي بعض الحالات يبيض مرة واحدة فقط، ولدى البعض الأخر يكرر التبييض إلى أن تصل درجة لون الأسنان إلى اللون والظل المطلوب.

### التبييض الحيوي
انظر أيضا: تبييض الأسنان
يعد التبييض الحيوي هي الطريقة الأكثر شيوعًا من طرق تبييض الأسنان المتبعة في العيادات المختصة، حيث يتم التبييض وفقًا لهذه الطريقة من خلال استخدام محلول يشبه الهلام من حيث القوام، ومن ثم يوضع مباشرةً على سطح الأسنان. وهذا المحلول يحتوي على شكل من أشكال بيروكسيد الهيدروجين، ويستخدم معه ضوء ليزر معين لكي ينشط الهلام ليعمل بشكل أقوى وأسرع. وفي الغالب يستغرق هذا التبييض من ثلاثين إلى تسعين دقيقة، وهذا يتم تحديده وفقًا لشدة البقع المتراكمة على الأسنان، ولكن لا نغفل أنه يوجد أنواع مختلفة من البقع تستجيب للعلاج وأنواع أخرى لا تستجيب. ومن ثم سوف يعطيك الطبيب المختص مادة تحمي اللثة حول الأسنان، وفي الغالب تكون بيروكسيد الهيدروجين، فستوضع بصورة مباشرة على الأسنان.

### طرق تلميع الأسنان بالليزر والحرارة
تنشط مجموعة من طرق التبييض التي تستعمل ضوء الليزر، ومجموعة متنوعة من الأضواء من خلال الحرارة المنبعثة من تلك الأضواء. فبعدما تستعمل طرق التبييض المناسبة فإن الطبيب المختص يستخدم تسليط الضوء أو الليزر على الأسنان وفي حال تغير لونها بصورة سيئة، يقوم الطبيب بنصح المريض بأن يداوم على استخدام طرق تلميع الأسنان تلك في المنزل لأيام أو لأسابيع قليلة. ولكن يجب الأخذ في الاعتبار أن تبييض الليزر لا يعطي النتائج السليمة بنسبة مائة بالمائة وذلك على الرغم من استخدامه في طب الأسنان لعلاج ما بها من مشاكل منذ عام 1994، ومع تطوره طوال تلك السنوات. إلا أن الكثير من الحالات لم تحظى على نتائج مرضية بسبب وجود مشاكل مسبقة ومتراكمة معها أدى عدم علاجها والاهتمام بها إلى صعوبة التخلص من المشكلة حتى مع استخدام الليزر في التبييض، ومع تلك الحالات يكرر التبييض ولكن توجد حالات مستعصية يصعب معها التكرار نهائيًا.